# Sanktuarium Matki Bożej Fatimskiej w Zakopanem

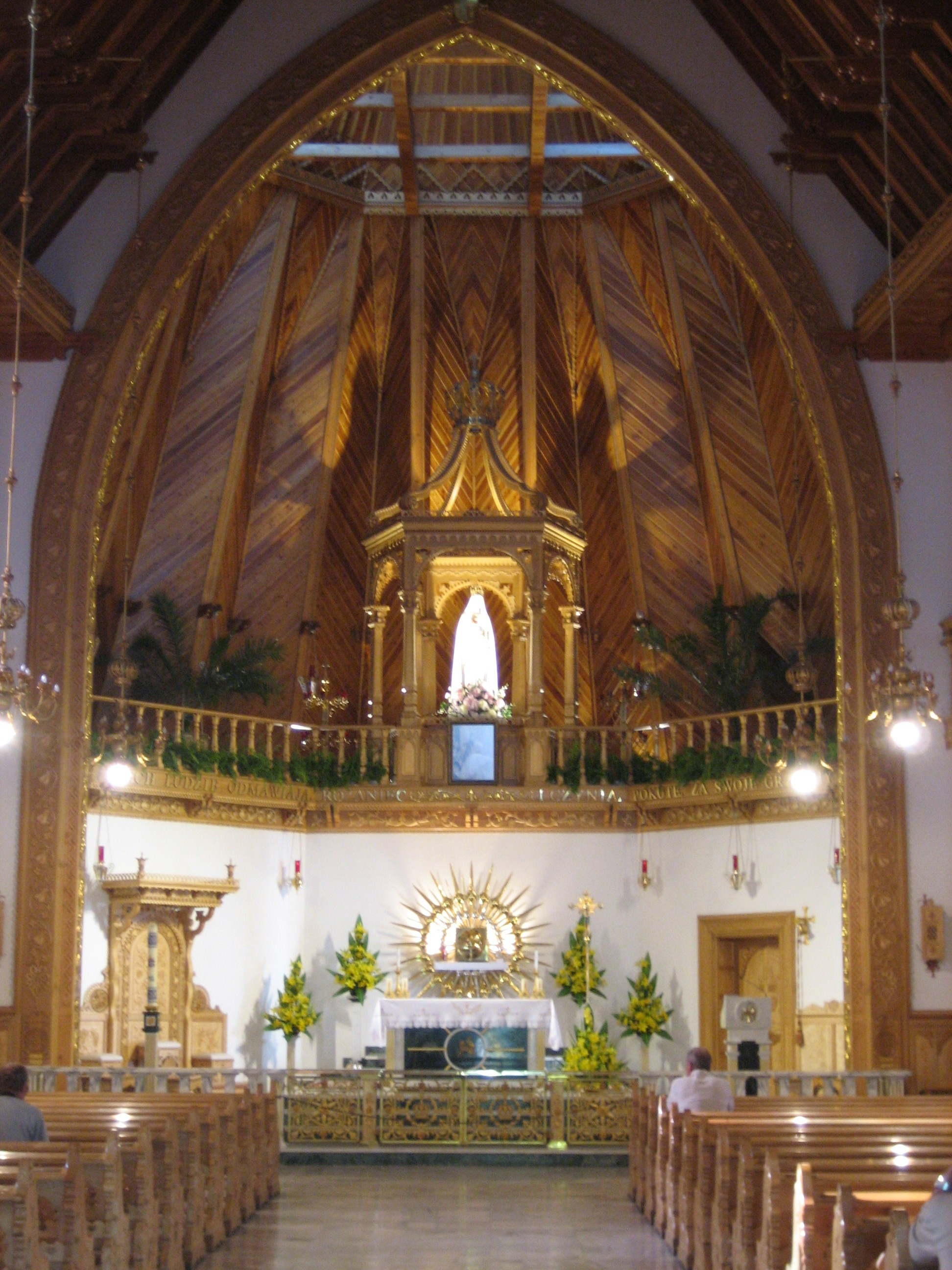
Wnętrze sanktuarium

Sanktuarium Matki Bożej Fatimskiej na zakopiańskich Krzeptówkach – rzymskokatolickie sanktuarium maryjne w Polsce, wybudowane jako votum za ocalenie życia papieża Jana Pawła II po zamachu z 13 maja 1981 roku. Mieści się przy ul. Krzeptówki.
Opiekę nad tym miejscem kultu sprawują księża pallotyni. Pierwszym kustoszem sanktuarium, od momentu powstania, aż do śmierci w 2007 roku był ks. Mirosław Drozdek. 

## Teren sanktuarium

### Kościół
Zaprojektowany przez architekta Stanisława Tylkę w 1987 roku. Głównym elementem sanktuarium jest kościół pw. Matki Bożej Fatimskiej wzniesiony w latach 1987–1992. Świątynia została konsekrowana przez Jana Pawła II 7 czerwca 1997 roku w czasie VI pielgrzymki do Polski.
Na szczycie dzwonnicy zawieszono dzwon ofiarowany przez Jana Pawła II. W fundamenty kościoła wmurowano różaniec ofiarowany przez Papieża oraz zdjęcie Ojca Świętego. Pod każdą cegłą kładzioną na fundamentach zamurowano Cudowny Medalik.

### Kaplica
Obok kościoła znajduje się istniejąca od lat 50. XX wieku kaplica. W niej umieszczona została figura Matki Bożej Fatimskiej przekazana przez prymasa Polski kard. Stefana Wyszyńskiego, a ofiarowana przez biskupa z Fatimy. 21 października 1987 roku została ona ukoronowana przez papieża Jana Pawła II na placu św. Piotra w Rzymie.

### Park Fatimski
W tzw. Parku Fatimskim na terenie sanktuarium umieszczony został ołtarz, przy którym Jan Paweł II odprawił mszę św. w Zakopanem pod Krokwią 6 czerwca 1997 roku. Obok niego odsłonięty w 2004 roku  pomnik autorstwa Czesława Dźwigaja ukazujący Jana Pawła II w towarzystwie osobistego sekretarza, następnie metropolity krakowskiego kard. Stanisława Dziwisza (jest to jeden z dwóch pomników papieża na terenie sanktuarium).

### Kapliczka Jana Pawła II
W 2005 roku została poświęcona kaplica upamiętniająca śmierć Jana Pawła II. Obecnie sanktuarium jest miejscem nieustannej modlitwy w intencji papieża Franciszka.

## Proboszczowie
- ks. Mirosław Drozdek SAC (1983–2007)
- ks. Marian Mucha SAC (od 2007)

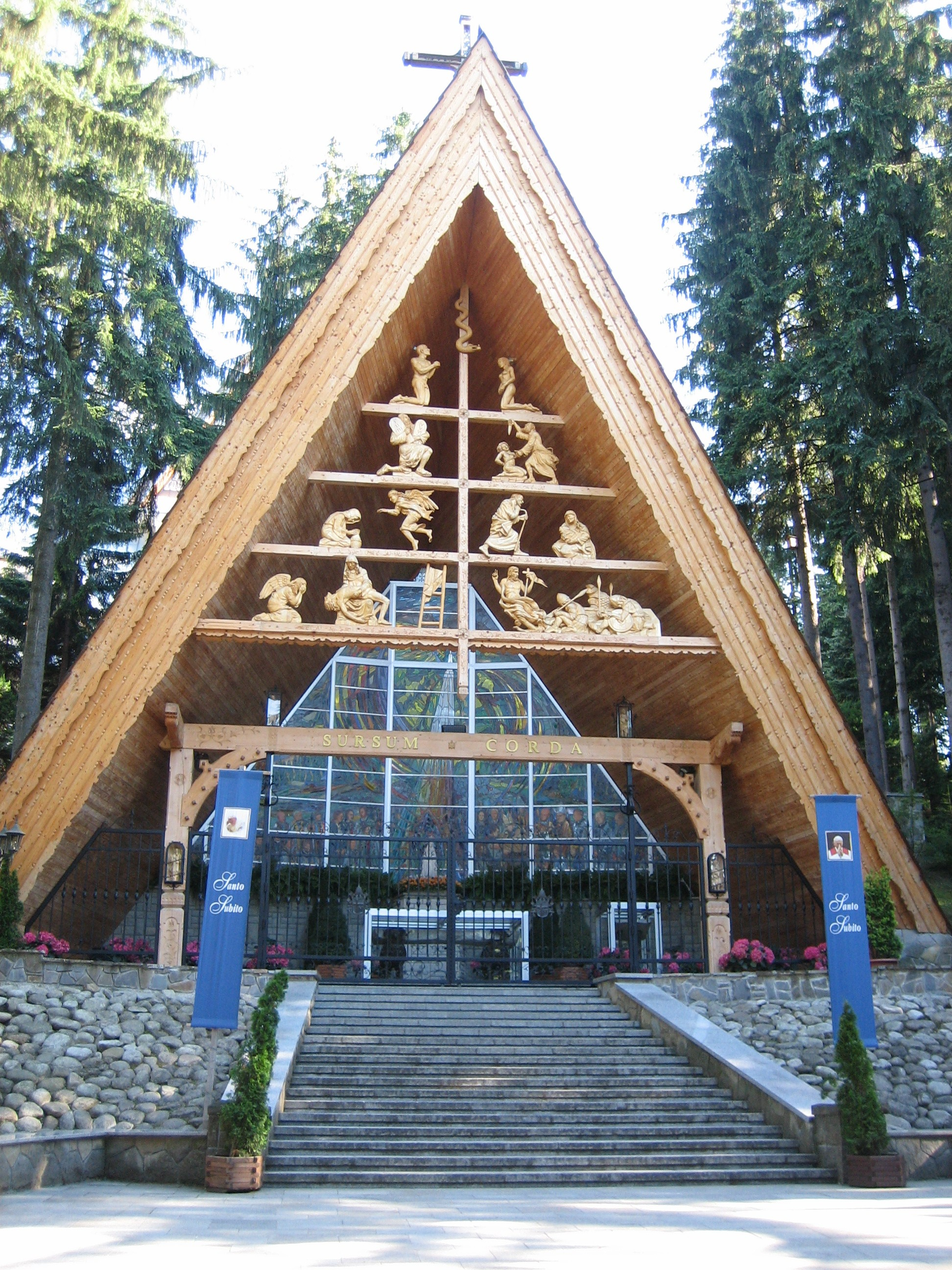
Ołtarz papieski w „parku fatimskim”
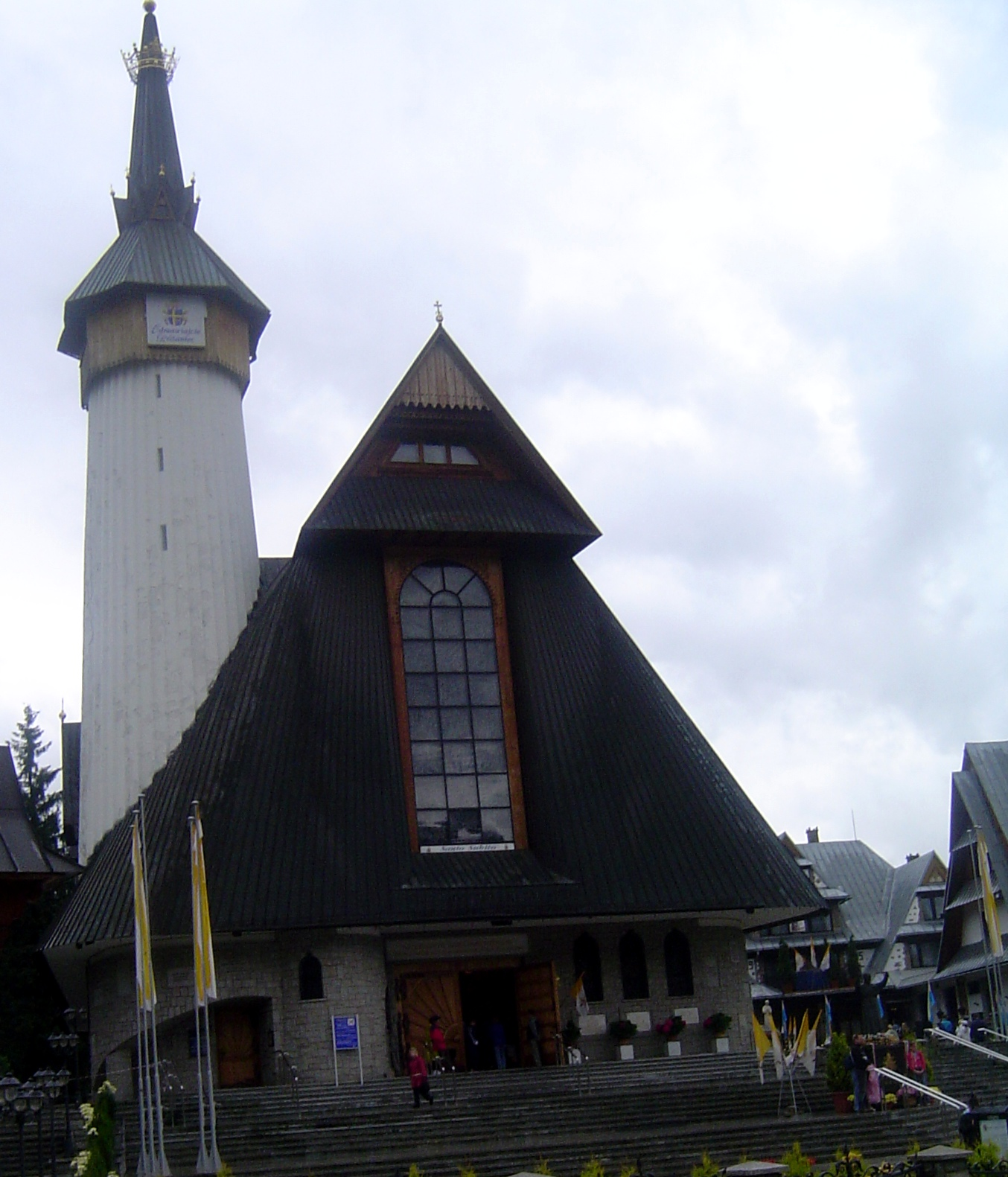
Widok Sanktuarium Matki Bożej Fatimskiej
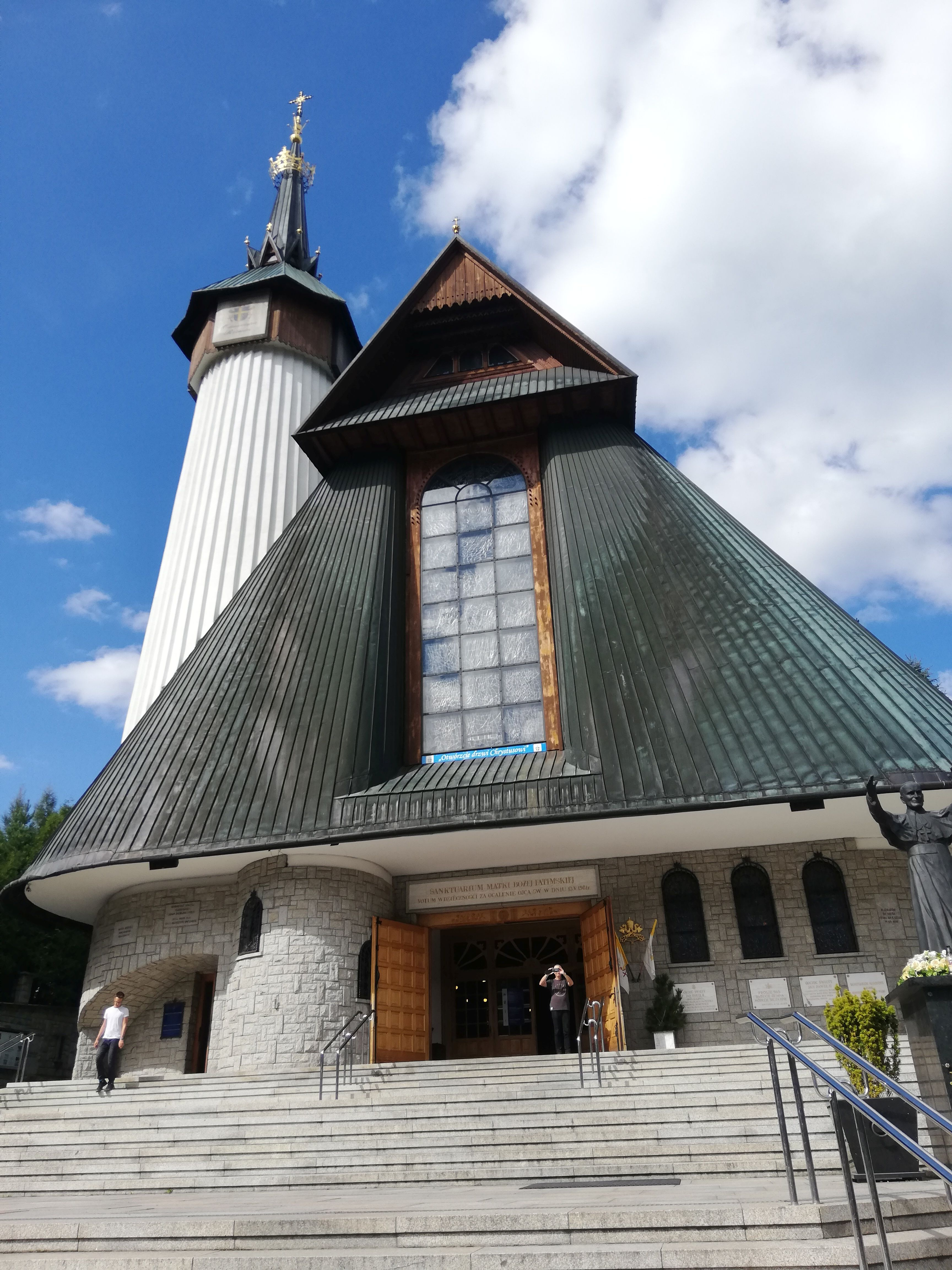
Sanktuarium Matki Bożej Fatimskiej w Zakopanem na Krzeptówkach
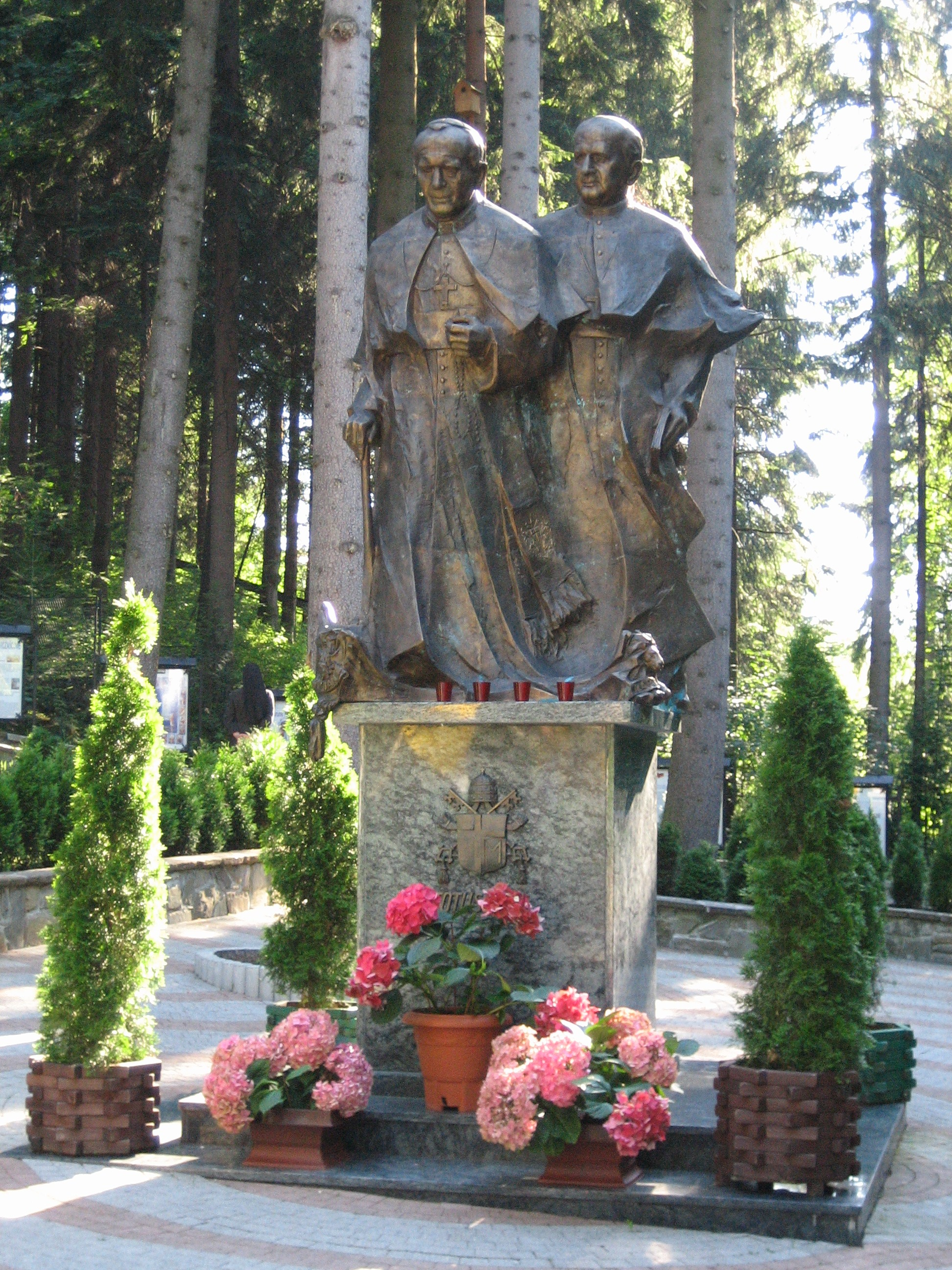
Pomnik Jana Pawła II i kard. Dziwisza w „parku fatimskim”
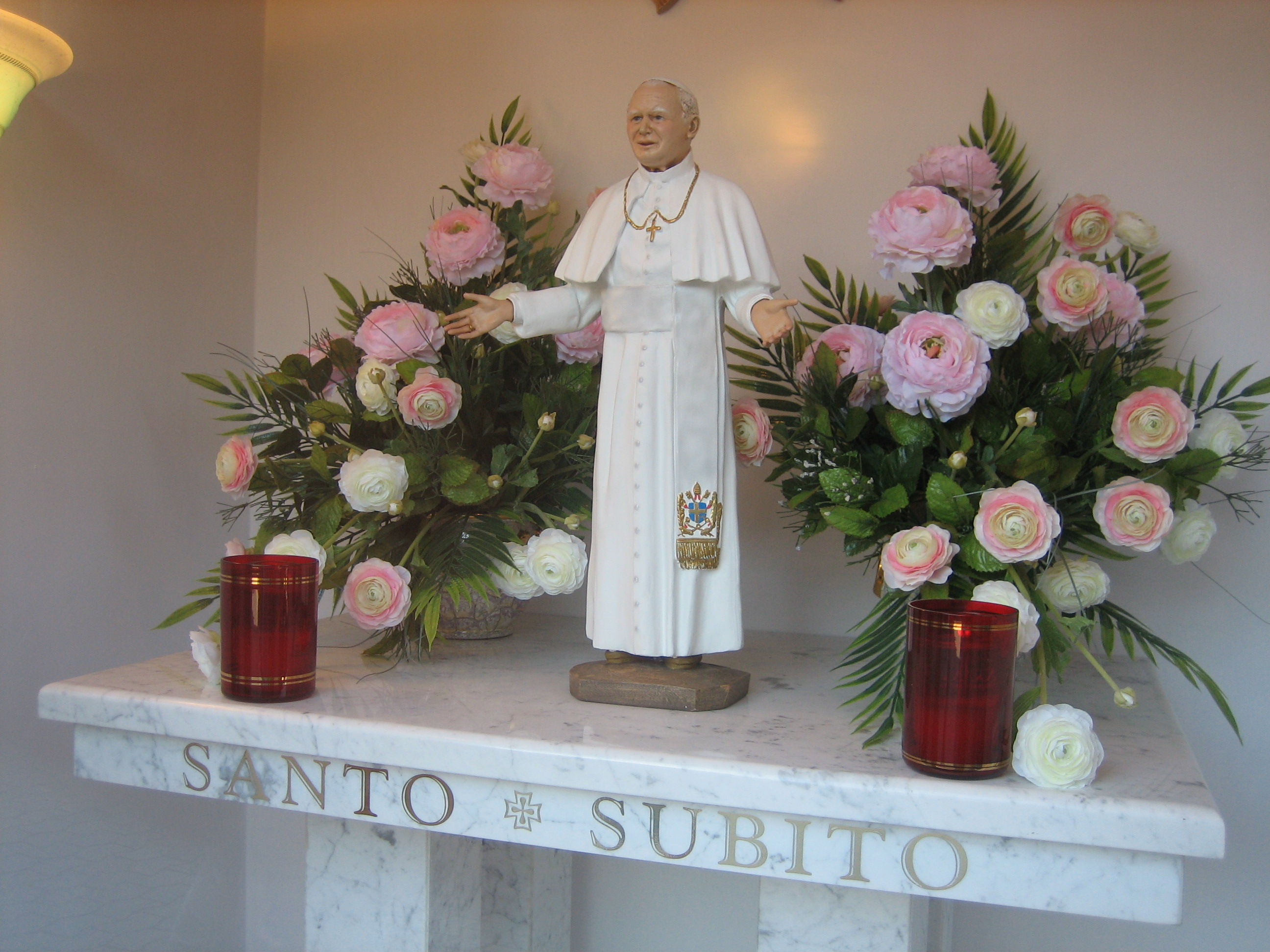
Figura przedstawiająca Jana Pawła II w jednej z kapliczek
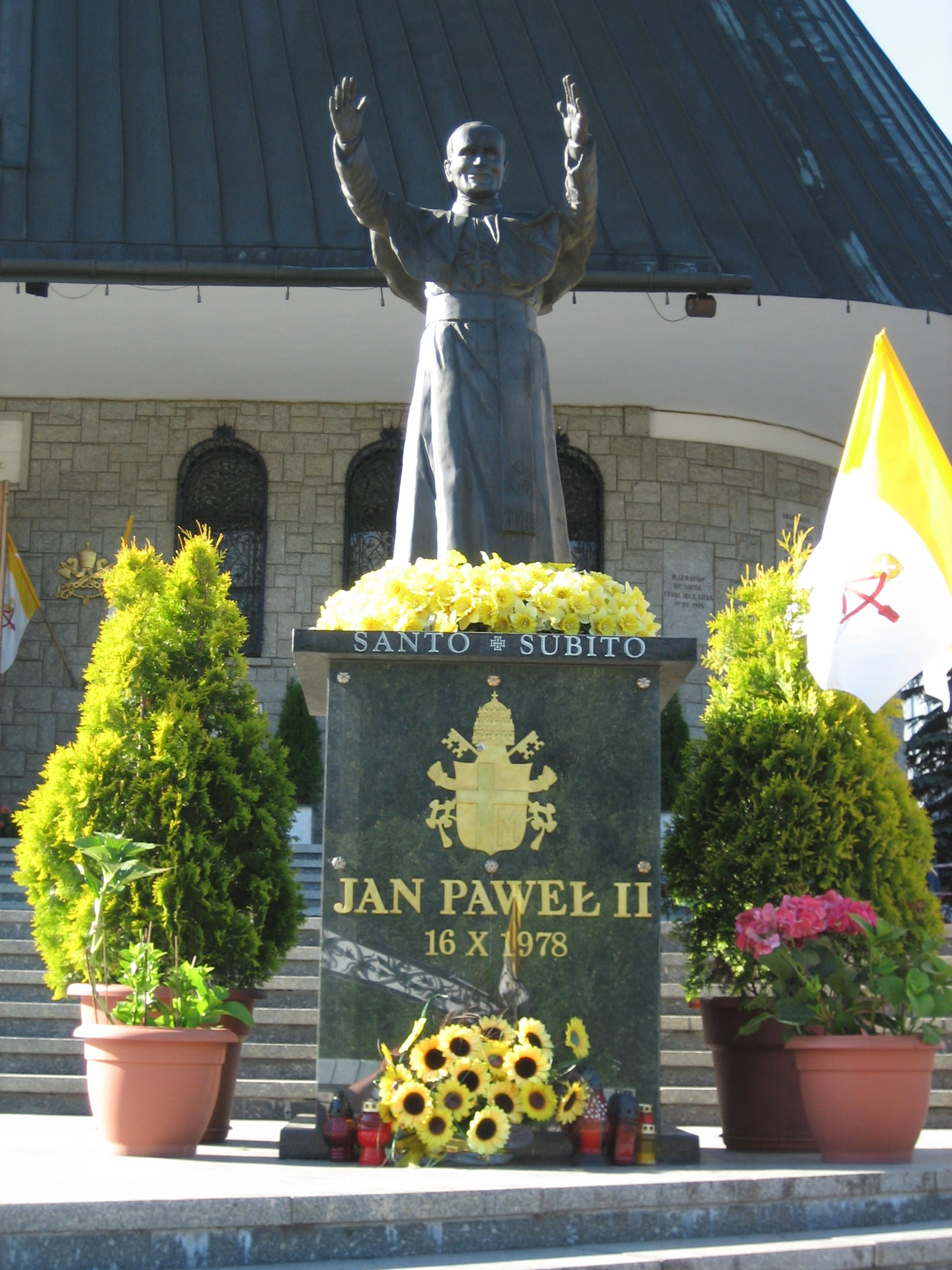
Pomnik Jana Pawła II przed Sanktuarium Matki Bożej Fatimskiej
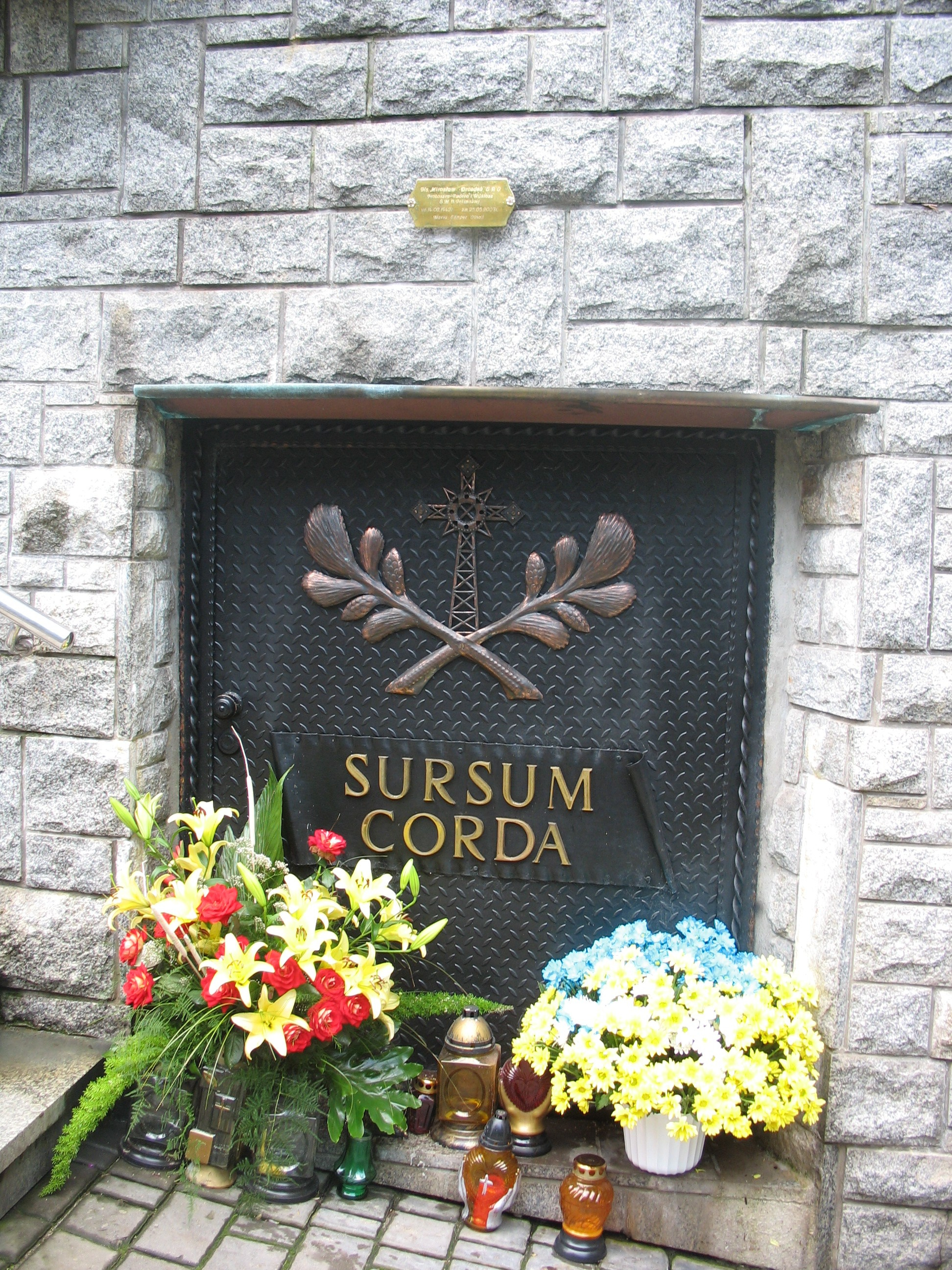
Miejsce spoczynku ks. Mirosława Drozdka SAC
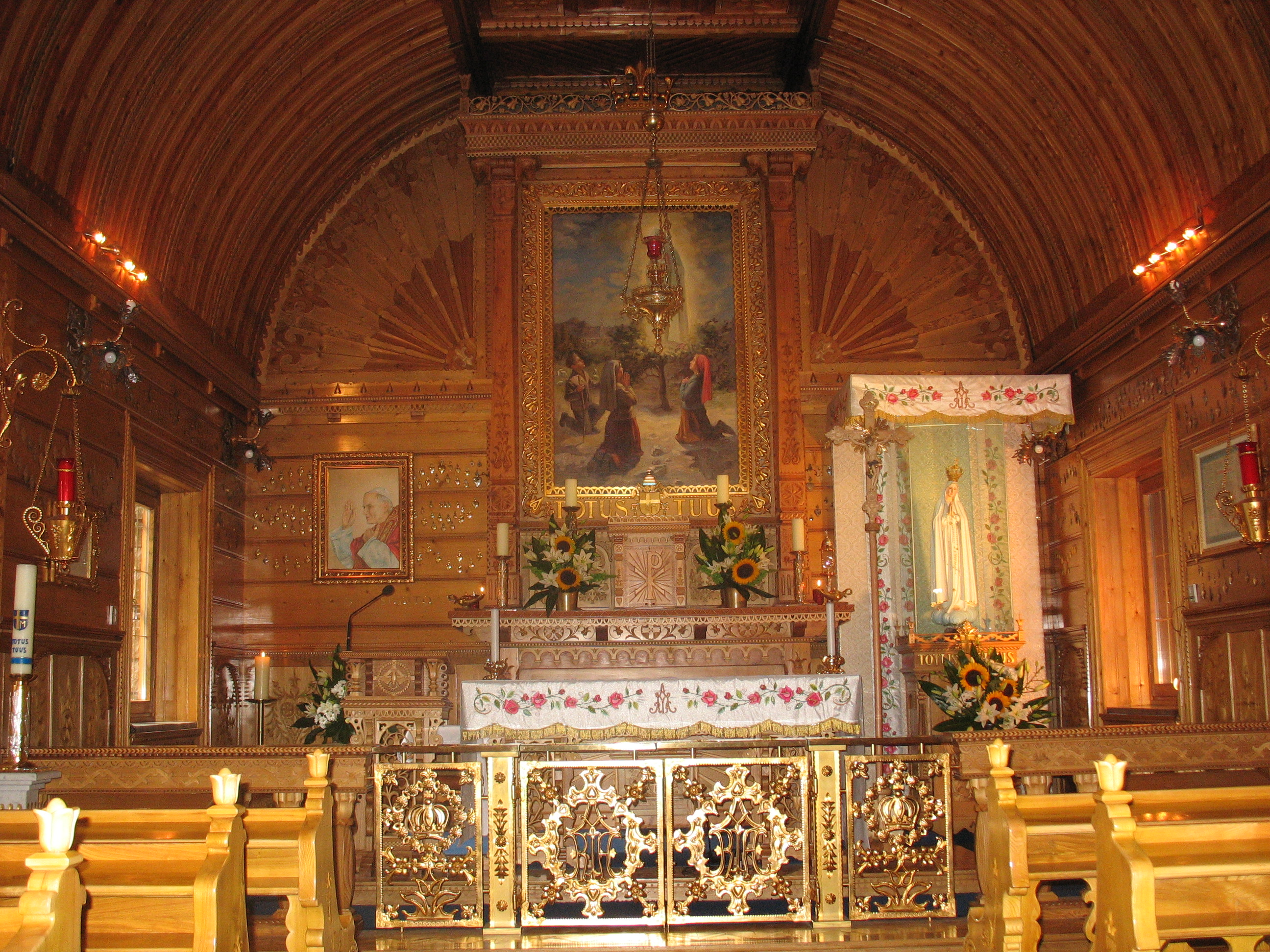
Kaplica Niepokalanego Serca Maryi
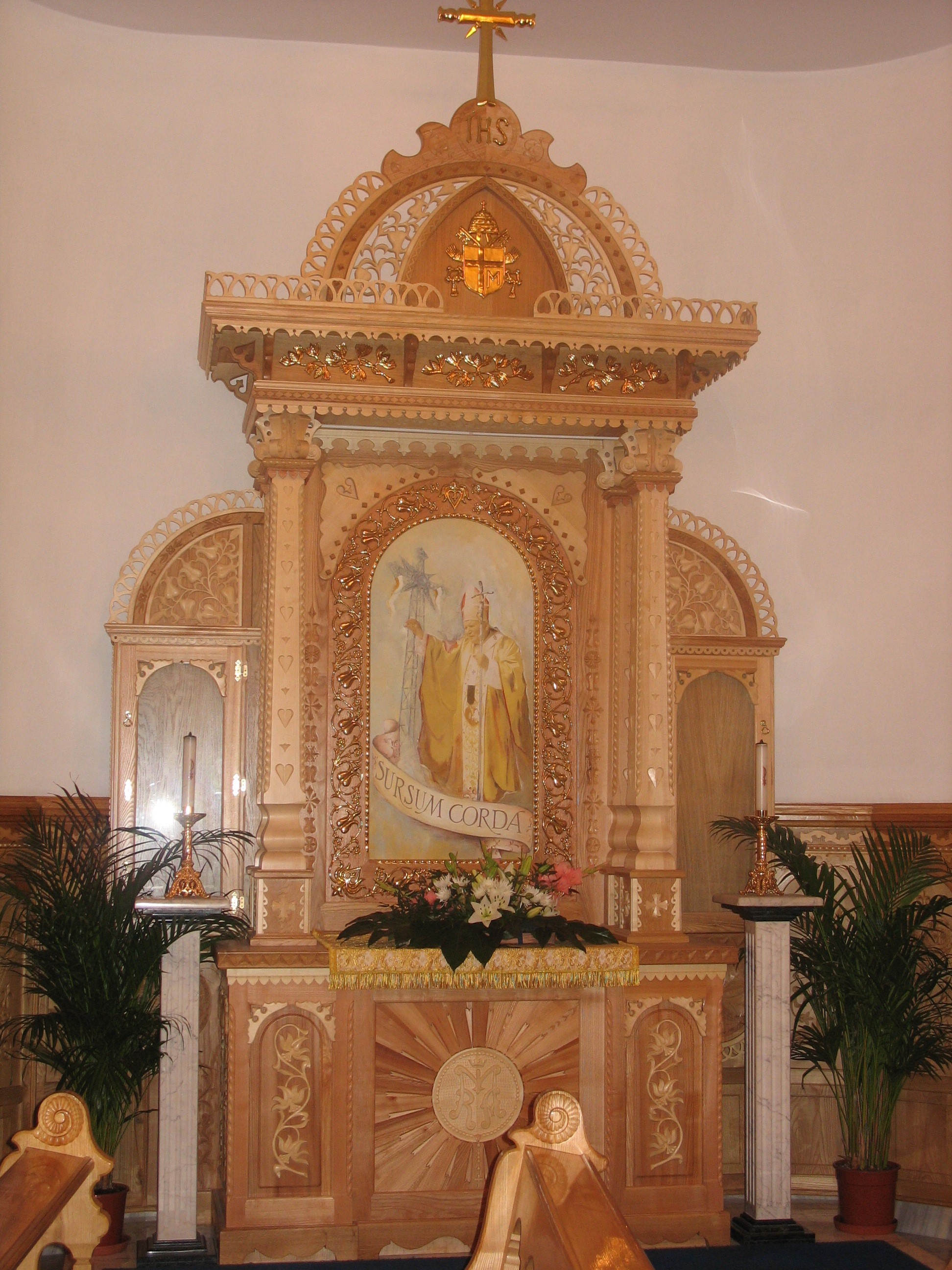
Ołtarz „Papieskiego apelu” w sanktuarium